# Gavi
Pablo Martín Páez Gavira (Los Palacios y Villafranca, 2004. augusztus 5. –), közismert nevén Gavi, spanyol válogatott labdarúgó, középpályás. A La Ligában szereplő FC Barcelona játékosa. A 2022-es év Raymond Kopa-díj és a Golden Boy-díj győztese.

## Pályafutása

### FC Barcelona

#### Ifjúsági karrier
2015-ben mindössze 11 évesen csatlakozott a katalánokhoz, a Real Betis csapatától. Több nagynevű spanyol klubok érdeklődését is felkeltette, mint például: a Real Madrid, az Atlético Madrid és a Villarreal együtteseit.
2020 szeptemberében írta alá első profi szerződését, amely után a Barca U16-ból felkerült a Barca U19-es csapatba.
2021. február 21-én lépett pályára először a Barca B-ben, egy 6–0-s CE L’Hospitalet elleni harmadosztályú bajnokin.

#### A felnőttcsapatban
Kimagasló teljesítményét követően, Ronald Koeman figyelmét felkeltve, a 2021–22-es szezont megelőzen játszatta a csapatban. Először a Gimnàstic, majd a Girona, VfB Stuttgart, és a Red Bull Salzburg elleni barátságos találkozókon is játéklehetőséget kapott.

#### 2021–22
Augusztus 15-én nevezték először a csapatba a Real Sociedad elleni mérkőzésre, a bajnokság első fordulójában. Két fordulóval később, augusztus 29-én mutatkozott be hivatalosan a csapatban a Getafe CF elleni 2–1-s hazai bajnoki találkozón. Csereként a 74. percben Sergi Roberto-t váltva.
Szeptember 14-én debütált 17 évesen és 40 naposan csereként a Bajnokok Ligájában a Bayern München ellen, a 65. percben Sergio Busquetset váltva.
Szeptember 20-án a Granada CF elleni bajnoki találkozón, a mérkőzés utolsó percében egy asszisztot készített elő, amit Ronald Araújo váltott gólra.
A következő fordulóban, már kezdőként kapott játéklehetőséget, a Cádiz CF ellen.
Október 24-én játszotta első El Clásico mérkőzését, amelyen 85 percet játszott, az összecsapás 1–2-s idegenbeli Real Madrid győzelemmel végződött.
December 18-án az Elche CF ellen megszerezte profi pályafutása első találatát, majd a mérkőzés 85. percében egy asszisztot osztott ki, amit Nico értékesített, amivel 3–2-re megnyerték a bajnoki találkozót.
2022. január 8-án negatív koronavírustesztet követően visszatért a csapatba a Granada elleni 1–1-s találkozón, a mérkőzés 79. percében szabálytalankodott, majd a második sárgalapját követően kiállította a játékvezető.
Négy nappal később, január 12-én játszott először a Spanyol Szuperkupában, a Real Madrid elleni 2–3-ra elveszített elődöntő mérkőzésen.
Január 20-án első alkalommal lépett pályára Spanyol Kupa mérkőzésen az Athletic Bilbao ellen. Február 6-án szerezte meg a második gólját, a 23. fordulóban az Atlético Madrid elleni 4–2-s összecsapáson. A találkozó 21. percében Adama Traoré beadását fejelte a kapuba, amivel 2–1-re megfordította a mérkőzést.
Miután a Barcelona kiesett a Bajnokok Ligájából , Gavi az Európa Ligában is bemutatkozott a kieséses szakasz legjobb 16 csapata között az SSC Napoli elleni 1–1-re végződő mérkőzésen, csereként a 65. percben Nico González-t váltotta.
Február 20-án a Valencia CF elleni 1–4-s idegenbeli bajnokin a  38. percben a harmadik gólnál asszisztot készített elő, amit Pierre-Emerick Aubameyang váltott gólra.

#### 2022–23
A szezon első tétmérkőzését a bajnokság első fordulójában játszotta a Rayo Vallecano elleni 2–2-es döntetlenen.
Augusztus 28-án lépett pályára 50. alkalommal a Barca színeiben a Real Valladolid elleni 4–0-ra nyert bajnokin.
Szeptember 7-én a Viktoria Plzeň ellen 5–1-re megnyert mérkőzésen lépett pályára a Bajnokok Ligájában.
Szeptember 15-én plusz négy évre meghosszabbították szerződését, és a kivásárlási árát 1 milliárd euróban határozták meg. Végül hivatalosan a felnőttcsapat játékosa lett.
2023. január 8-án játszotta 50. La Liga mérkőzését az Atlético Madrid ellen, az egyetlen gólnál assziszttal vette ki a részét.
Érdekesség, hogy Gavi lett a klub és a bajnokság második legfiatalabb játékosa, aki elérte ezt az eredményt; 18 évesen és 156 naposan.
Január 15-én a Real Madrid elleni Supercopa döntőben két gólpasszt, és egy gólt szerzett, aminek köszönhetően 3–1-re megnyerték a kupasorozatot.
Február 25-én a bajnoki gólját a Sevilla ellen szerezte, a 3–0-s találkozó második találatát lőtte a 70. percben.
Február 16-án az Európa Liga kieséses szakaszában pályára lépett a Manchaster United ellen 2–2-re végződő mérkőzésen.
Május 28-án idénybeli utolsó gólját a Mallorca elleni 3–0-ás bajnokin szerezte, és gólpasszt is jegyzett.

#### 2023/24
Szeptember 3-án az Osasuna elleni 2–1-es győztes bajnokin lépett pályára századszor a klub színeiben.
Szeptember 19-én megszerezte első BL-gólját az Antwerpen elleni 5–0-s kiütéses talalkozón, a második félidő 54. percében volt eredményes Robert Lewandowski asszisztját követően.

## Válogatott karrier

### Spanyolország
Korábban szerepelt a spanyol U15, U16, és U18-as válogatottakban.
2021. szeptember 30-án Luis Enrique hívta be először a felnőttcsapatba, a Nemzetek Ligája kieséses szakasz, utolsó négy mérkőzéseire.
Október 6-án rögtön a legelső találkozón a kezdőcsapatban kapott helyet, Olaszország ellen. Ezzel 17 évesen és 62 naposan a csapat minden idők legfiatalabb játékosa lett. Aztán négy nappal később a döntőben, Franciaország ellen is kezdőként kapott lehetőséget az 1–2-re elveszett mérkőzésen.
2022. június 5-én a csapat történetének legfiatalabb gólszerzője lett, 17 évesen és 304 naposan. Miután Csehország ellen a 45+3. percben szerezte meg a mérkőzés második találatát a 2–2-s Nemzetek Ligája összecsapáson. Ansu Fati rekordját döntötte meg 7 nappal.
2022. november 11-én Luis Enrique nevezte a csapat 26-fős keretébe a 2022-es katari világbajnokságra.
November 17-én a 13. mérkőzésén megszerezte második gólját a Jordánia elleni 1–3 során, a második félidő 56. percében volt eredményes.
November 23-án élete első vb-mérkőzését játszotta, és gólt is szerzett Costa Rica ellen, a 7–0-s kiütéses találkozó ötödik, míg csapat színekben a harmadik gólját szerezte. Gavi a csapat összes meccsén pályára lépett; németek, és a japánok ellen a csoportkörben, míg Marokkó ellen a nyolcaddöntőben.

## Statisztika
2023. november 14-i állapot szerint.
| Klub             | Szezon           | Bajnokság                                  | Bajnokság | Bajnokság | Kupa  | Kupa  | Nemzetközi | Nemzetközi | Egyéb | Egyéb | Összes | Összes |
| Klub             | Szezon           | Liga                                       | Mérk.     | Gólok     | Mérk. | Gólok | Mérk.      | Gólok      | Mérk. | Gólok | Mérk.  | Gólok  |
| ---------------- | ---------------- | ------------------------------------------ | --------- | --------- | ----- | ----- | ---------- | ---------- | ----- | ----- | ------ | ------ |
| Barcelona B      | 2020/21          | Segunda División B / Primera División RFEF | 2         | 0         | —     | —     | —          | —          | —     | —     | 2      | 0      |
| Barcelona B      | 2021/22          | Segunda División B / Primera División RFEF | 1         | 0         | —     | —     | —          | —          | —     | —     | 1      | 0      |
| Barcelona B      | Összesen         | Összesen                                   | 3         | 0         | —     | —     | —          | —          | —     | —     | 3      | 0      |
| Barcelona        | 2021/22          | La Liga                                    | 34        | 2         | 1     | 0     | 11         | 0          | 1     | 0     | 47     | 2      |
| Barcelona        | 2022/23          | La Liga                                    | 36        | 2         | 5     | 0     | 6          | 0          | 2     | 1     | 49     | 3      |
| Barcelona        | 2023/24          | La Liga                                    | 12        | 1         | 0     | 0     | 3          | 1          | 0     | 0     | 15     | 2      |
| Barcelona        | Összesen         | Összesen                                   | 82        | 5         | 6     | 0     | 20         | 1          | 3     | 1     | 111    | 7      |
| KARRIER ÖSSZESEN | KARRIER ÖSSZESEN | KARRIER ÖSSZESEN                           | 85        | 5         | 6     | 0     | 20         | 1          | 3     | 1     | 114    | 7      |

Jegyzetek
1. ↑  A(z) Bajnokok Ligájában: hatszor, a(z) Európa Ligában ötször lépett pályára
2. 1 2  Mérkőzése(i) a Supercopa-ban.
3. ↑  A(z) Bajnokok Ligájában: ötször, a(z) Európa Ligában egyszer lépett pályára
4. ↑  Mérkőzése(i) a(z) Bajnokok Ligájában

### A válogatottban
2023. szeptember 12-i állapot szerint.
| Spanyolország | Spanyolország | Spanyolország |
| Év            | Mérk.         | Gólok         |
| ------------- | ------------- | ------------- |
| 2021          | 4             | 0             |
| 2022          | 13            | 3             |
| 2023          | 8             | 2             |
| Összesen      | 25            | 5             |

## Sikerei, díjai

### Klubcsapat
FC Barcelona
- Spanyol bajnok: 2022–23 [23]
- Spanyol szuperkupa: 2022–23

### A válogatottban
Spanyolország
- UEFA Nemzetek Ligája második helyezett: 2020–21
- UEFA Nemzetek Ligája győztes: 2022–23

### Egyéni
- Raymond Kopa-díj: 2022[24]
- Golden Boy-díj: 2022[25]